# Aplec de rondalles mallorquines d'en Jordi des Racó
Aplec de rondalles mallorquines d'en Jordi des Racó és títol del recull de rondalles mallorquines de mossèn Antoni Maria Alcover i Sureda. Es publicaren a partir de 1880 dividits en vint-i-quatre volums sota el pseudònim de Jordi des Recó.
La compilació informa abans de cada rondalla sobre qui la va contar al recopilador, si la hi contaren diverses persones de diversos pobles i, àdhuc, si els personatges eren d'aqueix poble.
Són notables per l'ingent treball de recopilació de folklore de l'autor i per haver-se publicat en el mallorquí original en una època en la qual això no era pas ben vist a Espanya, per dir-ho de manera eufemística. La popularitat de la compilació fou tal que les rondalles s'arribaren a enregistrar i emetre's a la ràdio des de la darreria dels anys cinquanta fins a mitjan anys setanta. Fou un dels programes amb més succés de l'emissora, Ràdio Popular de Mallorca. Col·laborava en el programa Francesc de Borja Moll, que havia estat col·laborador d'Alcover. De nou s'ha de subratllar l'aspecte agosarat (per a l'època i context polític) d'emetre un programa en català.
La tasca de recollida de tradicions orals fou àrdua, però pareix cert que el material recollit fou sotmès a certa transformació per a esdevenir el que a la fi es publicà. Com que no es tractava d'un treball d'investigació, sinó de conservar per al públic general les rondalles, el material que arribà, sens dubte incomplet o per parts, fou omplit i ordenat segons el seu criteri.
Una edició del 1997 es va publicar en tan sols quatre volums, però l'edició tradicional és la de vint-i-quatre volums en rústica.